# Rhaphuma decora
Rhaphuma decora là một loài bọ cánh cứng trong họ Cerambycidae.